# Copelatus pulchellus
Copelatus pulchellus är en skalbaggsart som först beskrevs av Johann Christoph Friedrich Klug 1834.  Copelatus pulchellus ingår i släktet Copelatus och familjen dykare. Inga underarter finns listade i Catalogue of Life.